# ニコニコキングオブコメディ
ニコニコキングオブコメディは、ニコニコチャンネルサイゾーテレビで配信されていたインターネット番組である。キングオブコメディの冠番組。通称はニコキン。

## 概要
キングオブコメディがゆるーくトークをしながら進めるバラエティ番組である。
トーク内容としては2人の近況や仕事のことなど様々で特に高橋はファンであるももいろクローバーZや駄菓子の話が多い。
収録は隔週で行われ、公開収録も行われたこともある。また、DVDも発売された。
ファンも多い人気番組であったが2015年にメンバーの高橋健一が逮捕されたことにより、142回をもって終了（打ち切り）となった。

## 出演者
- キングオブコメディ
  - 高橋健一
  - 今野浩喜

## 主なコーナー
- うでし!駄菓子!大好き!

駄菓子マニアでもある高橋が様々な駄菓子を紹介するコーナー。駄菓子なので安価であるが、高橋の自腹で調達するため、領収書を切る切らないで多少もめている。ちなみにこのコーナーで言う駄菓子とは、あくまでも広義の意味での駄菓子なので、中にはシジミのエキスなど、お菓子かどうかすら謎の商品まで紹介される事がある。視聴者からの募集もかけており、珍しいお菓子の場合は稀に紹介される事がある。駄菓子を運んでくる「おやつボーイズ」として若手芸人が登場するが、「おかしボーイズ」と誤認されることもある